# 中国人民志愿军归国战俘
1953年至1954年1月23日，联合国军将在朝鲜战争中俘获的愿意去中华民国的14,715名中国人民志愿军战俘遣送至台湾。朝鲜战争实现停战前后被送回中华人民共和国的中国人民志愿军战俘共三批7,110人：第一批是要求遣返的伤病战俘1,030人，第二批是坚持要求遣返的共5,640人，第三批是在中立区经过解释或通过逃出营地或是在印度人“点名”（实质是再给一次选择机会）时要求遣返等方式遣返的440人。
志愿军遣返战俘在开城受到了热烈欢迎，并受到金日成和乔冠华接见，回国途中受到夹道欢迎，但是到了中国就被关押在了昌图志愿军归国人员管理处。这些战俘归国后，中共中央制定了「热情关怀，耐心教育，严格审查，慎重处理，妥善安排」的二十字方针。从11月中旬起，开始政审，整个过程分为「动员教育、检查交待、作出结论、安置处理」。然而归管处后来下发文件，说「共产党员是不能被俘的」，战俘必须交代问题，沉痛反省。战俘们开始开会检讨，自我赎罪，写检查反省投降行为。但是归管处在党籍问题上较为宽鬆，到1954年2月，80%战俘被恢复了党团籍和军籍。
1954年3月高饶事件发生后，对待战俘的原有方针发生了大幅转变，将回国战俘的91.8%开除党籍，6,064人中约700人被开除军籍，4,600余人仅承认被俘前军籍。只有30多名连以上干部和少数人因伤残得到转业安排工作，其他人一律复员。:138大部分战俘被遣返回乡并在档案中注明“控制使用”，有一些因为“特务”罪名被判刑。文革爆发后，相当多战俘受到批斗迫害:219，并有人自杀，朝鲜战争老兵吴春生认为“比劳改犯都不如”。例如電影《英雄兒女》中對步話機大喊「向我開炮」的英雄王成，是以蔣慶泉的事蹟為原型，但因為他受傷被俘，回國後受到迫害。
1980年，中共中央下发《关于志愿军被俘归来人员问题的复查处理意见》写道：“始终心向祖国，在一些坚贞不屈的共产党员、革命干部的组织领导下，同敌人进行了坚决的斗争，争取遣返回到祖国”，大部分恢复党籍，给予平反，落实政策。1981年10月15日，解放军总政治部转发了山西省军区《关于志愿军被俘人员复查处理情况的报告》，督促各省、市抓紧落实归来者的复查处理；1981年10月27日，解放军总后勤部财务部发布了《给志愿军被俘人员补发复员费的通知》，从经济上给予归来者以补助；1982年，民政部、解放军总政治部又联合下发了《关于检查中发（80）74号文件执行情况的通知》。1982年落實平反政策的時候，兩位幹部請在四川省的戰俘李正文寫份自傳，李正文誤以為是另一輪迫害的開始，因此自殺。但据《炎黃春秋》刊张泽石之撰文，政治上的平反並沒有改善战俘的經濟生活，多數战俘仍然陷於貧病交加的困境，并因此过早离世。